# OLIG3
OLIG3 (англ. Oligodendrocyte transcription factor 3) – білок, який кодується однойменним геном, розташованим у людей на 6-й хромосомі. Довжина поліпептидного ланцюга білка становить 272 амінокислот, а молекулярна маса — 29 358.
| 10         |  | 20         |  | 30         |  | 40         |  | 50         |
| ---------- |  | ---------- |  | ---------- |  | ---------- |  | ---------- |
| MNSDSSSVSS |  | RASSPDMDEM |  | YLRDHHHRHH |  | HHQESRLNSV |  | SSTQGDMMQK |
| MPGESLSRAG |  | AKAAGESSKY |  | KIKKQLSEQD |  | LQQLRLKING |  | RERKRMHDLN |
| LAMDGLREVM |  | PYAHGPSVRK |  | LSKIATLLLA |  | RNYILMLTSS |  | LEEMKRLVGE |
| IYGGHHSAFH |  | CGTVGHSAGH |  | PAHAANSVHP |  | VHPILGGALS |  | SGNASSPLSA |
| ASLPAIGTIR |  | PPHSLLKAPS |  | TPPALQLGSG |  | FQHWAGLPCP |  | CTICQMPPPP |
| HLSALSTANM |  | ARLSAESKDL |  | LK         |  |            |  |            |

A: Аланін

C: Цистеїн

D: Аспарагінова кислота

E: Глутамінова кислота

F: Фенілаланін

G: Гліцин

H: Гістидин

I: Ізолейцин

K: Лізин

L: Лейцин

M: Метіонін

N: Аспарагін

P: Пролін

Q: Глутамін

R: Аргінін

S: Серин

T: Треонін

V: Валін

W: Триптофан

Задіяний у таких біологічних процесах, як транскрипція, регуляція транскрипції. 
Білок має сайт для зв'язування з ДНК. 
Локалізований у ядрі.